# Elachertus auripes
Elachertus auripes är en stekelart som först beskrevs av Girault 1913.  Elachertus auripes ingår i släktet Elachertus och familjen finglanssteklar. Inga underarter finns listade i Catalogue of Life.